# میان‌گذر

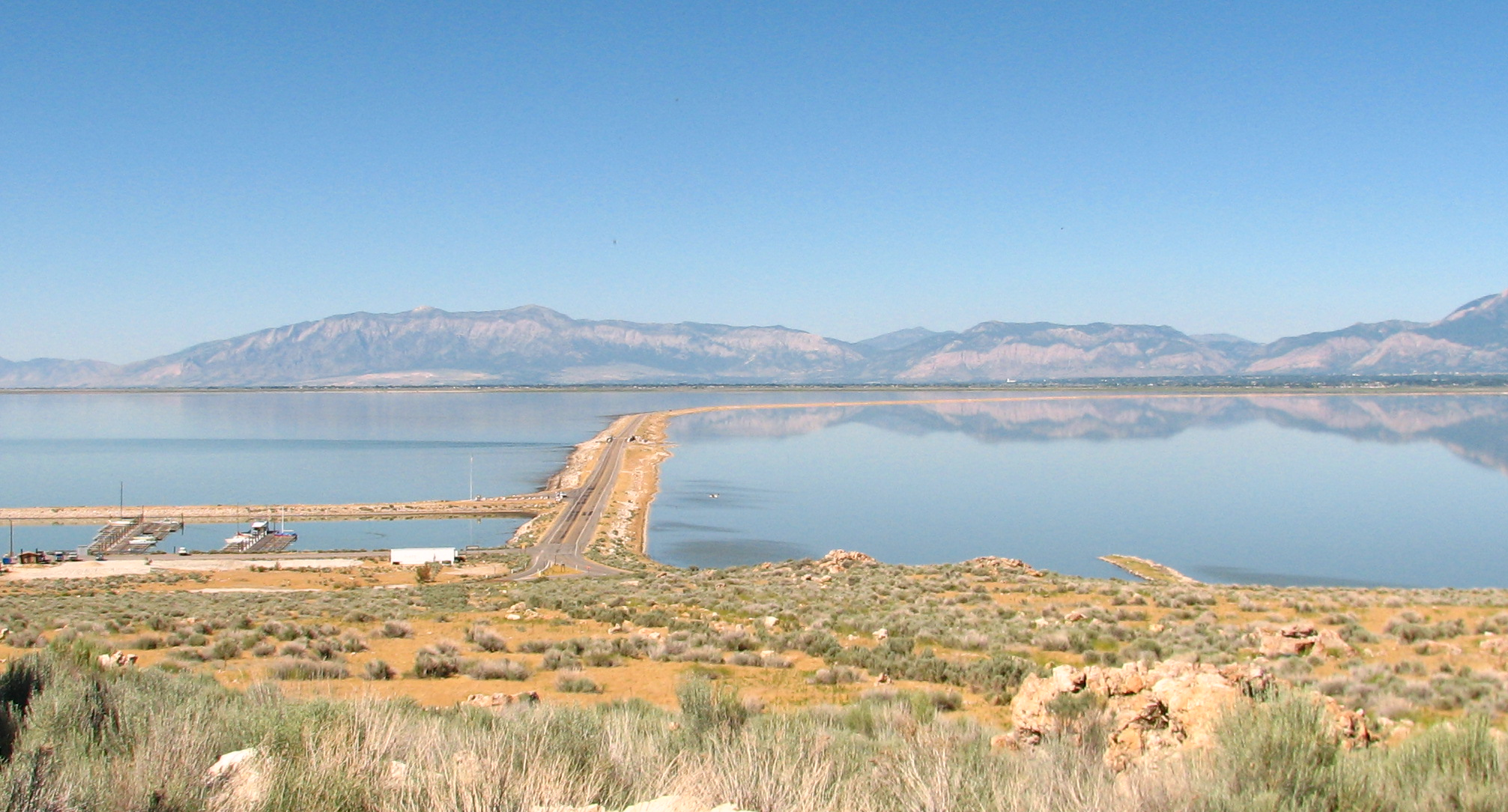
نمایی از میانگذر دریاچه نمک یوتا (سالت‌لیک)، یوتا، ایالات متحده آمریکا

میانگذر به راه‌آهن، راه یا جاده‌ای گفته می‌شود که از میان دریاچه، تالاب یا خور عبور می‌کند و معمولاً با خاکریزی در آب ایجاد شده‌است.